# Invandrarbarn (utställning)
Invandrarbarn var en mindre vandringsutställning som producerades av Riksutställningar i samarbete med Stockholms länsbibliotek. Utställningen var ett initiativ av två privatpersoner i anslutning till FN:s internationella barnår 1979.

## Bakgrund
Slutet på 1970-talet var en intensiv tid för världens barnrättsorganisationer. Samordnare var Förenta Nationerna, FN, som utsåg 1979 till internationellt barnår. Barnåret skulle fungera som utgångspunkt det arbete som kom att resultera i FN:s konvention om barnets rättigheter. Barnkonventionen antogs av Förenta Nationernas generalförsamling 20 november 1989 och trädde i kraft  2 september 1990.

Med avstamp i det internationella barnåret ville Ann Eriksson och Kathrine Lygrell göra en fotoutställning som skulle handla om tillvaron för barn och ungdomar som hade någon form av invandrarbakgrund. De tog kontakt med Stockholms stadsbibliotek som hänvisade dem till Riksutställningar, dit de vände sig med ett utkast i början på juni 1979. Ann Eriksson och Kathrine Lygrell konstaterade att Stockholms länsbibliotek hade fått medel avsatta till olika aktiviteter under barnåret, pengar som kunde användas till utställningen. Enligt de båda var länsbiblioteket positivt till idén och ville ha utställningen i september.
/.../Men deras resurser räcker inte att täcka de kostnader vi tänker oss för att genomföra utställningen och därför ville vi undersöka möjligheterna att få något bidrag från Riksutställningar./.../ (Ur ett brev från Ann Eriksson och Kathrine Lygrell till Riksutställningar 1979-06-05.)

## Tema
Ann Eriksson och Kathrine Lygrell hade båda erfarenhet från arbete med barn och ungdomar med invandrarbakgrund från ungdomsgården i Stockholmsförorten Rinkeby. De hade under ett flertal år jobbat där som ungdomsledare och Ann Eriksson hade också en bakgrund som fotograf. Så här beskrev de syftet med – och innehållet – i den planerade utställningen:
/.../Vi har under de åren fått många erfarenheter av de problem invandrarungdomar och invandrarbarn möter i det svenska samhället. Men utgångspunkt från detta vill vi sammanställa en utställning med fotografi och text.

## Produktion
Ann Erikssons och Kathrine Lygrell upplevde att ungdomar med invandrarbakgrund drabbades av speciella svårigheter. De ville därför dela upp utställningen i två delar, som skiljde mellan barn och ungdomar. Planen var att inleda de båda avdelningarna med en serie porträtt. Resten av innehållet delades upp under rubriker, som behandlade ämnen som skolan, familjen, kompisar, språket, möjligheten att få ett jobb. Krocken, eller konflikten, mellan kulturer skulle speglas genom att ställa bilder från Rinkebymiljön mot bilder som visade livet i en turkisk by. Texten i utställningen skulle begränsas till korta citat, som skulle kompletteras med en mer omfattande utställningskatalog med längre texter, bakgrundsinformation och bilder. Katalogen var också tänkt att fungera som ett diskussionsunderlag.

### En månad i Rinkeby
Ann Erikssons och Kathrine Lygrells produktionsupplägg var att tillbringa en månad i Rinkeby för att fotografera och intervjua barn och ungdomar med invandrarbakgrund, men också vuxna som arbetade med invandrare i området. Underlaget skulle resultera i utställningen Invandrarbarn. Projektet skulle genomföras med hjälp av deras kontakter i området, och det materiel och de erfarenheter som de hade samlat på sig genom arbetet vid ungdomsgården.
Samarbetet med Stockholms länsbibliotek innebar att Riksutställningar stod för utställningsmaterial, ateljéarbete (skärmar, fotoförstoringar, montering, textframställning), emballage. Dessutom betalade Riksutställningar en ersättning till Ann Eriksson för samarbete med myndighetens fotograf. Utställningen tillverkades i tre upplagor för att få större spridning. Varje utställning bestod av 15 skärmar tillverkade av flygplansplywood i måtten 70 gånger 100 centimeter.
Stockholms länsbibliotek ansvarade för all övrig ersättning till initiativtagarna Ann Eriksson och Kathrine Lygrell, katalog och distribution av utställningen.
Invandrarbarn fick också namnet Det var inte vi som utvandrade – vi följde bara med – en utställning om invandrarungdomar i Sverige.

## Turné
Invandrarbarn visades genom Stockholms länsbibliotek i början på 1980-talet. De tre uppsättningarna användes på olika sätt.
- En av exemplaren användes av invandrarkonsulenten vid Stockholms länsbibliotek.
- Ett annat reste runt till länsbibliotekets olika filialer för visning.
- Ett tredje placerades hos Lidingö stadsbibliotek för utlåning.[5]

## Ekonomi
Riksutställningars budget för Invandrarbarn var 10 700 kronor. Fördelningen: 4 500 kronor för skärmmaterialet, 500 kronor för fotokostnader, 1 000 kronor i ersättning för Ann Erikssons samarbete med Riksutställningars fotograf.
Sjukdom hos Riksutställningars fotografer krävde en tilläggsbudget. Den innebar att Ann Eriksson tog på sig ansvaret för att göra utställningens kopieringsarbete till en merkostnad av totalt 4 700 kronor.
Vad kostnaden för Stockholms länsbibliotek blev är okänt.